# 2:22 (película)
2:22 (en España: La hora señalada) es una película estadounidense-australiana de suspense dirigida por Paul Currie y escrita por Nathan Parker y Todd Stein. La película está protagonizada por Michiel Huisman, Teresa Palmer y Sam Reid. Fue estrenada en 2017.

## Sinopsis
La historia sigue a Dylan Branson (Michiel Huisman), un hombre que trabaja como controlador de tráfico aéreo en el aeropuerto de Nueva York. En la torre, Dylan de cuando en cuando conduce arriesgadas maniobras al límite de despegue y aterrizaje de aviones de pasajeros cuyas trayectorias son peligrosamente convergentes.
Su vida personal está permanentemente descarrilada cuando un siniestro patrón de eventos se repite exactamente de la misma manera cada día, terminando precisamente a las 2:22 p. m. Precisamente, a esa hora, dos aviones están a punto de chocar cuando Dylan queda turbado por unos instantes. 
Dylan conoce y se enamora de Sarah (Teresa Palmer), una hermosa mujer que trabaja en una galería de arte. Dylan se da cuenta de que a las 2:22 de cada día ocurre un incidente o accidente cerca de él y su vida está amenazada por estos extraños acontecimientos, incluso participa en un accidente de automóvil del que escapa ileso justo a esa hora. 
Dylan además recuerda un patrón de acontecimientos ocurrido en la Estación Central que se repite con las mismas personas, los mismos momentos, donde aparentemente tiene lugar un tiroteo y que se relaciona con una escena de un crimen pasional.
Dylan debe resolver el misterio de 2:22 para conservar un amor cuya segunda oportunidad por fin ha llegado.

## Reparto
| Actor           | Personaje                 | Descripción                                 |
| --------------- | ------------------------- | ------------------------------------------- |
| Michiel Huisman | Dylan Branson             | Controlador de tráfico aéreo en Nueva York. |
| Teresa Palmer   | Sarah                     |                                             |
| Sam Reid        | Jonas                     | Exnovio de Sarah                            |
| Simone Kessell  | Serena                    |                                             |
| Maeve Dermody   | Sandy                     | Exnovia de Dylan                            |
| Kerry Armstrong | Catherine                 |                                             |
| John Waters     | Bill                      | Jefe de Dylan                               |
| Zara Michales   | Ellie                     |                                             |
| Richard Davies  | Inky                      |                                             |
| Mitchell Butel  | Howard Hutton             |                                             |
| Jessica Clarke  | Evelyn                    |                                             |
| George Papura   | Comerciante de Nueva York |                                             |

## Producción
2:22 está siendo producida por la Pandemonium de Bill Mechanic, la Walk The Walk Entertainment de Steve Hutensky y la Lightstream Pictures de Paul Currie. Garrett Kelleher de Lightstream, David Fountain y Kel West de Flywheel Entertainment y Jackie O'Sullivan serán los productores ejecutivos de la película, que está siendo actualmente rodada en Australia.